# Otto Eggerstedt
Otto Eggerstedt, né le 27 août 1876 à Kiel et tué le 12 octobre 1933 dans le camp de concentration d'Esterwegen,, est un homme politique allemand.

## Biographie
Boulanger de profession, il participe à la Première Guerre mondiale comme soldat sur le front occidental de 1914 à 1918. En novembre 1918 il prend part aux mutineries de Kiel qui enclenchent la Révolution allemande de 1918-1919 ; il est membre du Conseil des soldats de Kiel.
Adhérent au Parti social-démocrate d'Allemagne (SPD), il est conseiller municipal à Kiel de 1919 à 1924, et entre au Reichstag de la république de Weimar comme député du Schleswig-Holstein à l'occasion d'une élection partielle en mars 1921 due à la démission du député Albert Billian (de). Il y est réélu continuellement jusqu'à la prise du pouvoir par les nazis en 1933,,. En 1929 il est nommé chef de la police d'Altona-Wandsbek, quartier de Hambourg. Il est par ailleurs engagé au mouvement paramilitaire Reichsbanner Schwarz-Rot-Gold, qui vise à défendre la république de Weimar et la démocratie parlementaire face aux menaces nazie et, dans une moindre mesure, communiste. À partir de 1931, il est membre du comité de direction fédéral du mouvement. 
« En tant que chef de la police, [il] mène une action énergique contre les forces extrémistes de droite et de gauche ». Lors de la campagne électorale pour les élections législatives allemandes de juillet 1932, de violent affrontements opposent militants communistes et nazis à Altona le 17 juillet ; la police ouvre le feu, faisant dix-huit morts. C'est le « Dimanche sanglant d'Altona (en) ». Cette répression policière a toutefois l'inverse de l'effet escompté ; plutôt que sauvegarder la démocratie à Hambourg, elle a pour conséquence immédiate le « coup de Prusse » : la dissolution du gouvernement de l'État libre de Prusse et l'imposition sur la Prusse de l'autorité directe du chancelier allemand Franz von Papen. Otto Eggerstedt est destitué de sa fonction de chef de la police. 
Lorsque les nazis prennent le pouvoir l'année suivante, ils ordonnent en mai 1933 son arrestation par la police d'Altona qu'il commandait peu avant. Après avoir subi des violences dans la prison d'Altona, il est transféré en août camp de concentration d'Esterwegen, où il est assassiné le 12 octobre par deux membres des SA,. L'homme jugé principal responsable de ce meurtre est condamné en 1949 à la prison à perpétuité.
Otto Eggerstedt est l'un des anciens députés commémorés par le Mémorial en souvenir des 96 membres du Reichstag assassinés par les nazis, devant le palais du Reichstag.